# Thiébault Koch
Pour les articles homonymes, voir Koch.
Thiébault Koch (né le 3 avril 1973) est un joueur professionnel français de hockey sur glace qui évoluait en position d'ailier. 
Joueur entraîneur de l'équipe de roller hockey Élite Rethel Ardennes de 2001 à 2012.
Vainqueur à 5 reprises de la coupe d'Europe des clubs champion.
7 titres de champion de France.
8 coupe de France.

## Statistiques
| Saison    | Équipe                  | Ligue           |    | Saison régulière | Saison régulière | Saison régulière | Saison régulière | Saison régulière |   | Séries éliminatoires | Séries éliminatoires | Séries éliminatoires | Séries éliminatoires | Séries éliminatoires |
| Saison    | Équipe                  | Ligue           | PJ | B                | A                | Pts              | Pun              | PJ               | B | A                    | Pts                  | Pun                  |                      |                      |
| 1990-1991 | Flammes bleues de Reims | Ligue nationale | 5  | 0                | 0                | 0                | 0                |                  |   |                      |                      |                      |                      |                      |
| 1991-1992 | Flammes bleues de Reims | Élite           | 14 | 0                | 0                | 0                | 4                |                  |   |                      |                      |                      |                      |                      |
| 1992-1993 | Flammes bleues de Reims | Nationale 1A    | 32 | 6                | 4                | 10               | 34               |                  |   |                      |                      |                      |                      |                      |
| 1993-1994 | Flammes bleues de Reims | Nationale 2     | 19 | 11               | 6                | 17               | 40               | 5                | 5 | 3                    | 8                    | 10                   |                      |                      |
| 1994-1995 | Flammes bleues de Reims | Élite           | 26 | 2                | 2                | 4                | 42               | 8                | 0 | 2                    | 2                    | 0                    |                      |                      |
| 1995-1996 | Flammes bleues de Reims | Élite           | 26 | 5                | 3                | 8                | 18               | 9                | 1 | 0                    | 1                    | 6                    |                      |                      |
| 1996-1997 | Ducs d'Angers           | Nationale 1A    | 23 | 6                | 2                | 8                | 24               | 9                | 2 | 1                    | 3                    | 14                   |                      |                      |
| 1997-1998 | Flammes bleues de Reims | Élite           | 30 | 5                | 6                | 11               | 42               |                  |   |                      |                      |                      |                      |                      |
| 1998-1999 | Flammes bleues de Reims | Élite           | 11 | 0                | 1                | 1                | 6                |                  |   |                      |                      |                      |                      |                      |